# Micotrofia

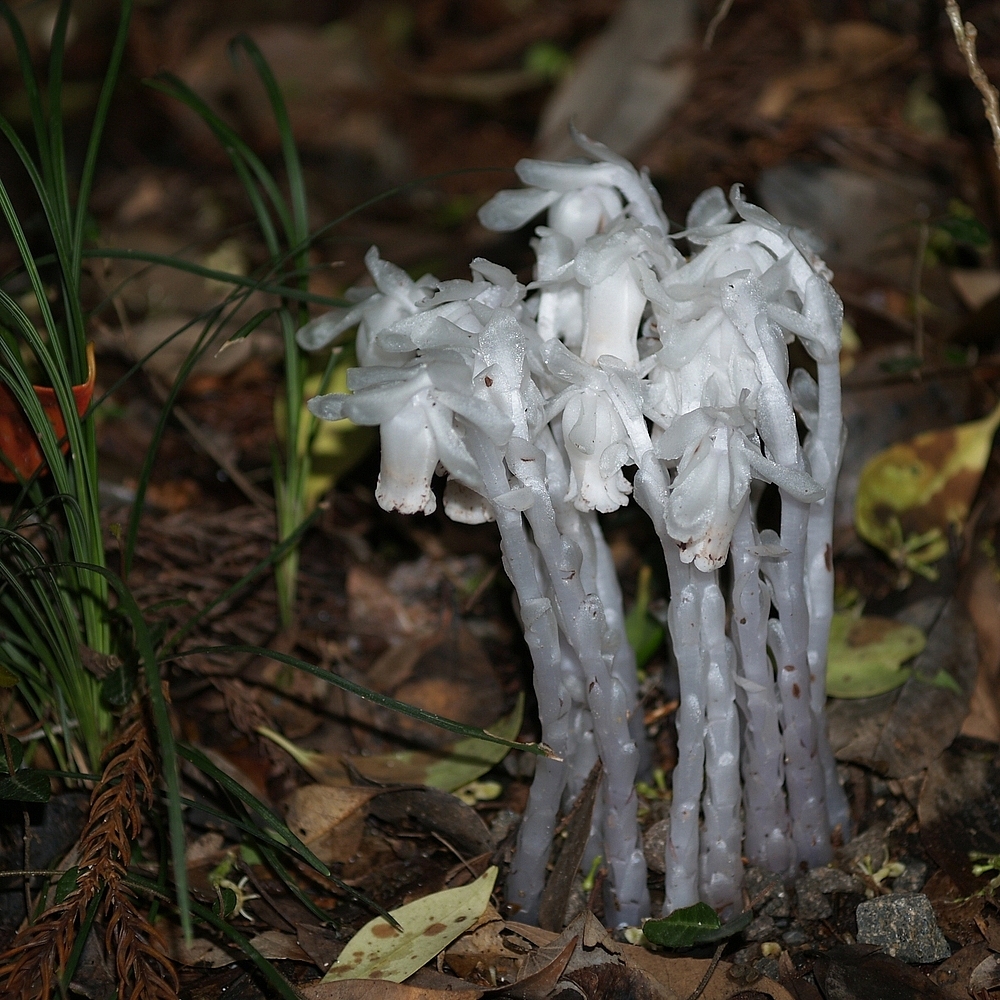
Monotropastrum humile, uma planta micotrófica obrigatória (desprovida de clorofila).

Micotrofia (do grego: μύκης (mýkēs), fungo + τρόφη (trophē), alimentação, nutrição) é uma associação simbiótica entre uma planta e um fungo micorrízico. Por extensão, as plantas que satisfazem a totalidade ou parte significativa das suas necessidades de carbono, água ou nutrientes através da associação com fungos, em geral através da formação de micorrizas arbusculares, são designadas por micótrofos ou plantas micotróficas.

## Descrição
A designação planta micotrófica é utilizada em ecologia e botânica para descrever as plantas que satisfazem a totalidade ou parte significativa das suas necessidades de carbono, água ou nutrientes através de uma associação simbiótica com fungos, em geral através da formação de micorrizas (na maior parte dos casos do tipo micorriza arbuscular).
O termo pode referir plantas que se envolvem em qualquer um de dois tipos de distintos de simbiose com fungos:
- Mutualismo — a planta micotrófica mantém uma associação mutualística com fungos em várias formas de micorrizas. A maioria das espécies de plantas é micotrófica neste sentido. Exemplos incluem as Burmanniaceae;
- Parasitismo — algumas plantas micotróficas parasitam fungos num associação designada por mico-heterotrofia.